# Echinoderes
Echinoderes är ett släkte av pansarmaskar. Echinoderes ingår i familjen Echinoderidae.
Släktet Echinoderes indelas i:
- Echinoderes abbreviatus
- Echinoderes agigens
- Echinoderes andamanensis
- Echinoderes angustus
- Echinoderes aquilonius
- Echinoderes arlis
- Echinoderes asiaticus
- Echinoderes aureus
- Echinoderes bengalensis
- Echinoderes bermudensis
- Echinoderes bispinosus
- Echinoderes bookhouti
- Echinoderes brevicaudatus
- Echinoderes cantabricus
- Echinoderes capitatus
- Echinoderes caribiensis
- Echinoderes cavernus
- Echinoderes citrinus
- Echinoderes coulli
- Echinoderes druxi
- Echinoderes dujardini
- Echinoderes ehlersi
- Echinoderes elongatus
- Echinoderes eximus
- Echinoderes ferrugineus
- Echinoderes filispinosus
- Echinoderes gerardi
- Echinoderes higginsi
- Echinoderes hispanicus
- Echinoderes horni
- Echinoderes imperforatus
- Echinoderes koreanus
- Echinoderes kozloffi
- Echinoderes krishnaswamyi
- Echinoderes kristenseni
- Echinoderes lanceolatus
- Echinoderes levanderi
- Echinoderes malakhovi
- Echinoderes maxwelli
- Echinoderes multisetosus
- Echinoderes newcaledonicus
- Echinoderes nybakkeni
- Echinoderes pacificus
- Echinoderes pennaki
- Echinoderes peterseni
- Echinoderes pilosus
- Echinoderes remanei
- Echinoderes riedli
- Echinoderes sensibilis
- Echinoderes setiger
- Echinoderes spinifurca
- Echinoderes steineri
- Echinoderes stockmani
- Echinoderes sublicarum
- Echinoderes svetlanae
- Echinoderes tchefouensis
- Echinoderes teretis
- Echinoderes truncatus
- Echinoderes tubilak
- Echinoderes ulsanensis
- Echinoderes wallacea
- Echinoderes worthingii